# Mohammed Ali Ayad
Mohammed Ali Ayad (16 de mayo de 1978) es un yudoca de Catar.
Terminó en el quinto lugar de la categoría de medio-pesado (100 kg), en la división en los Juegos Asiáticos de 2006, habiendo perdido ante Utkir Kurbanov de Uzbekistán en una disputa por la medalla de bronce.
En la actualidad reside en Doha.